# Archidona (Ecuador)
Archidona, también conocida como Archidona la Bella, es una ciudad ecuatoriana; cabecera cantonal del Cantón Archidona, así como la segunda urbe más grande y poblada de la Provincia de Napo. Se localiza al centro-norte de la Región amazónica del Ecuador, asentada en una extensa llanura, en los flancos externos de la cordillera oriental de los Andes, en la orilla izquierda del río Misahuallí, a una altitud de 577 m s. n. m. y con un clima lluvioso tropical de 22 °C en promedio.
Es llamada "Tierra de la Chonta" por la abundancia de este fruto local en sus alrededores. En el censo de 2010 tenía una población de 7353 habitantes, lo que la convierte en la centésima décima octava ciudad más poblada del país. Forma parte del área metropolitana de Tena, pues su actividad económica, social y comercial está fuertemente ligada a Tena, siendo "ciudad dormitorio" para cientos de personas que se trasladan a dicha urbe por vía terrestre. El conglomerado alberga a más de 50 000 habitantes y ocupa la cuarta posición entre las conurbaciones amazónicas.
Fue fundada el 21 de abril de 1560 sobre territorio de los quijos, por Bartolomé Marín. Durante la época colonial y el siglo XIX, fue uno de los poblados más importantes de la Amazonia ecuatoriana, pero desde principios del siglo XX, fue superada por la vecina ciudad de Tena, que se convirtió en la localidad más importante de la zona. Actualmente, es uno de los más importantes centros administrativos, económicos, financieros y comerciales de la provincia. Las actividades principales económicas de la ciudad son: la agricultura, el comercio y la ganadería.

## Toponimia
La ciudad fue bautizada con el nombre de Archidona, por el capitán Bartolomé Marín en honor a la ciudad española de Archidona, su ciudad natal.
Existen distintas hipótesis sobre el origen del nombre de la Archidona española. Según J. H. Xavarino, el nombre actual procedería de la expresión prerromana arri-exi-dun-a, que significa "la que tiene cerco de piedra". También se ha apuntado a un origen latino, de la expresión Arx Domina o Arcis Domina, que significa "señora de las alturas", pero no se han encontrado pruebas que lo constaten.

## Historia

### Época prehispánica
Existen diversas hipótesis acerca del origen de los primeros habitantes de la zona, una de ellas afirma que provinieron de la amazonía brasileña, quienes, durante el periodo formativo, migraron hacia el oeste, aguas arriba por el río Amazonas y el Napo, estableciéndose entre los ríos Quijos, Coca y el alto Napo. Durante el periodo de desarrollo regional, aproximadamente en el 500 a. C. surge la cultura Cosanga-Píllaro, la cual se extiende también por territorios de las actuales provincias de Cotopaxi, Tungurahua y Pastaza. Al parecer esta cultura evoluciona localmente durante el periodo de integración, alrededor del 500 d. C., dando origen a la civilización de los quijos. 
Una vez consolidada su presencia en la zona, los quijos iniciaron un gran intercambio cultural y comercial con las civilizaciones cercanas de la amazonía, la región andina e incluso del litoral, pero principalmente, con los panzaleos y puruhás. Es así que su linaje se mezclaría con los nobles de otros señoríos étnicos del actual territorio ecuatoriano. Cuando, los siglos XII y XIV, se dio la conquista inca de las civilizaciones vecinas de la sierra, los quijos mantuvieron su independencia debido al desinterés de los conquistadores por la región amazónica, aunque se mantuvo una fluida relación comercial y cultural.

### Época colonial
La colonización hispana de la zona fue realizada por Gil Ramírez Dávalos, quien fundó la primera ciudad amazónica del actual territorio ecuatoriano: Baeza, el 6 de marzo de 1559. La población se convirtió en la sede de la nueva Gobernación de Quijos, desde la cual se extendió la colonización por la región. En 1563 Andrés Contero expande la colonización, al este y al sur. Bartolomé Marín, subalterno de Contero, fundó Archidona a principios de aquel año, a su vez Contero funda Ávila el 10 de marzo, a orillas del río Suno, seguida el 14 de agosto por la fundación de Alcalá del Río. Existe la idea errónea respecto a la fecha de fundación de Archidona, presentada por el gobierno municipal como ocurrida el 21 de abril de 1563, pero Archidona fue fundada antes que Ávila. Si bien las autoridades, sobre todo eclesiásticas, procuraban que la colonización se realice sin abusos a la población local, muchos de los colonizadores se excedían con los quijos, los cuales elevaban reclamos a las autoridades. A consecuencia de esto, en septiembre de 1576, la Gobernación de Quijos fue visitada por el oidor Diego de Ortegón, quien impuso sanciones y multas. En aquel año, también llegaron los dominicos, para ayudar con la evangelización de la región.
Debido a las sanciones impuestas, la explotación de varios colonizadores aumentó cuando el oidor se fue. Por tal motivo, los quijos organizaron una rebelión, en 1578. La rebelión inicia el 29 de noviembre cuando incendian y destruyen Ávila, continuando con Archidona. Desde Archidona, alcanzaron a avisar a Baeza, donde pidieron auxilio a Quito. En una asamblea, los caciques nombraron a Jumandy como líder. Es así que los quijos son vencidos en Baeza; Jumandy y los principales cabecillas de la rebelión fueron capturados, y ejecutados posteriormente en Quito. Ávila y Archidona fueron reconstruidas, y muchos de los colonizadores retomaron los abusos, por lo que los quijos, encabezados por un hijo de Jumandy, empezaron a planificar una nueva rebelión en 1590. No obstante, antes de ejecutar el levantamiento, fueron descubiertos. La represión y las enfermedades, diezmaron a los quijos, por lo que, tras el fallido intento de rebelión de 1590, muchos huyeron, principalmente al este. Es así que la civilización de los quijos desapareció como tal, a fines del siglo XVI, siendo la zona repoblada con otros grupos indígenas cercanos, como los cofanes y sionas, los cuales se mezclaron con los pocos quijos que aún quedaban. Es así que, los indígenas de la zona, pasaron a llamarse yumbos o alamas.
Para 1603 solo habitaban la región 15 509 habitantes, de los cuales casi la mitad vivía en Baeza. En 1638, los jesuitas tomaron la posta de los dominicos, estableciéndose en Archidona como base, desde la cual se extendían las misiones hasta el río Amazonas. Por tal motivo, Archidona se convierte en la ciudad más importante de la actual amazonía ecuatoriana manteniendo esta condición hasta principios del siglo XX. En 1656, 40 000 indígenas de Baeza, Ávila y Archidona huyen hacia el este. Para 1680 empieza una serie de desastres que afectan a la Gobernación de Quijos; empezando este año con una epidemia que acaba con gran parte de la zona. En 1691, la Gobernación es afectada por la hambruna de la Real Audiencia de Quito, y en 1693 aparece una epidemia de sarampión. La misión jesuita es enfrentada y saboteada constantemente, por autoridades y colonos, debido a su defensa de los indígenas. Finalmente, los jesuitas fueron expulsados de la Gobernación en 1768. Aquello, sumado a las continuas epidemias y revueltas, terminaron de socavar el control colonial, por lo que el territorio quedó en una situación de abandono.

### SigloXIX
La Real Cédula de 1802 puso a la Gobernación de Quijos bajo la jurisdicción civil de la Comandancia General de Maynas y eclesiástica del Obispado de Maynas. No obstante, debido a la gigantesca distancia entre Moyobamba, sede de la comandancia y el obispado, y las poblaciones de la zona, no hubo una efectiva presencia de autoridad civil, mientras el ámbito eclesiástico continuó regentado desde Quito. Es así que, tras el proceso independentista, la Ley de División Territorial de la Gran Colombia creó el Cantón Quijos, con el territorio de la antigua Gobernación. Dicho cantón fue integrado en la Provincia de Pichincha, la cual formaba parte del Departamento de Ecuador.

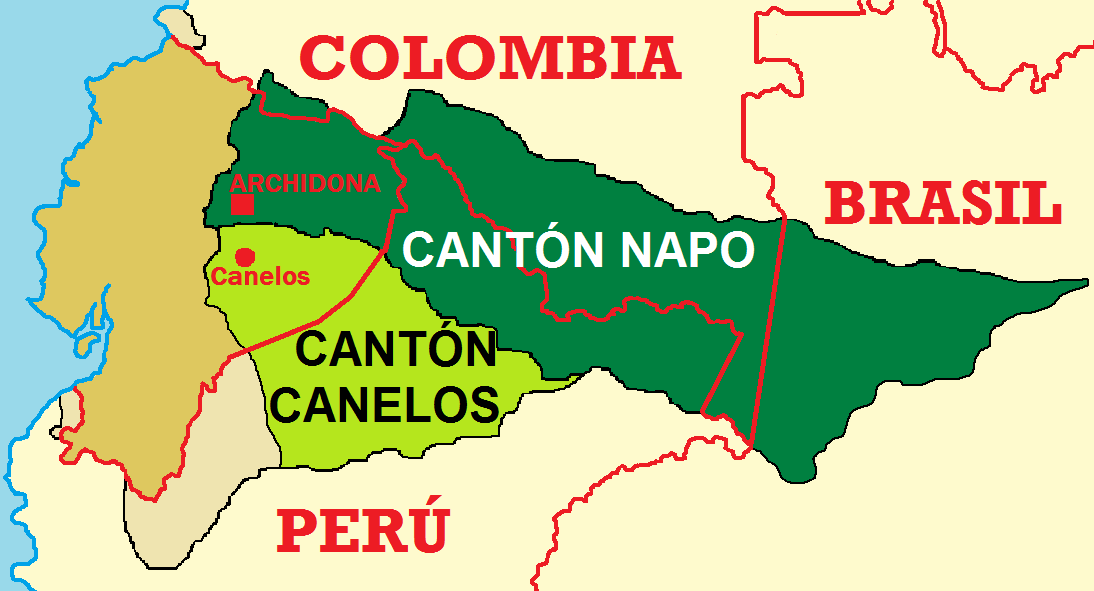
Provincia de Oriente en 1861, con Archidona como su capital.

La presencia estatal y eclesiástica fue muy limitada, manteniéndose esta situación, durante la Gran Colombia y la secesión de Ecuador, hasta la presidencia de Gabriel García Moreno. Por iniciativa del gobierno garciano, se expidió la Ley sobre División Territorial del 29 de mayo de 1861, en la que se creó la Provincia de Oriente, compuesta por los cantones Napo y Canelos, con capital en Archidona. El Cantón Napo abarcaba el territorio de la antigua Gobernación de Quijos. Los abusos de los colonos hacia los indígenas y sacerdotes, era frecuente, tal como en la época colonial, destacándose el conflicto del vicario apostólico del Napo, Vicente Daniel Pástor, con el gobernador Faustino Rayo, acusado por Pástor de explotación y abuso de autoridad. Por tal motivo, García Moreno fomentó el retorno de los jesuitas a la amazonía en 1869, otorgándoles facultades extraordinarias. En febrero de 1871, se creó el Vicariato apostólico de Napo. La misión jesuita trasladó la localidad a su asentamiento actual, en 1875, trayendo nuevamente la prosperidad a Archidona; incluso, para ayudar al desarrollo de la misión, en 1888 arribaron las Hijas del Buen Pastor. No obstante, los jesuitas sufrieron por la falta de control de la débil autoridad civil, por lo que fueron saboteados por ciertos colonos, opuestos a la educación de los indígenas. En agosto de 1892, Loreto fue asaltada por una turba liderada por Nicanor Flor, y pretendieron avanzar sobre Archidona y Tena, pero, al enterarse de que había llegado a la zona un contingente militar, huyeron por el río Napo. 
En 1895 estalla la revolución liberal, en Archidona, el 1 de abril, mineros se toman la gobernación, hostigando a los misioneros, por lo que, las Hijas del Buen Pastor decidieron cesar su actividad en la amazonía, retirándose el 27 de junio. El gobierno de Eloy Alfaro, buscó incomodar a los jesuitas, poniendo como gobernador al anticlerical Alejandro Sandoval, quien prohibió a los indígenas colaborar con la misión jesuita. Finalmente, los jesuitas fueron expulsados del país en septiembre de 1896, por el gobierno alfarista. La expulsión jesuita debilitó la presencia ecuatoriana en la amazonía, situación aprovechada por Colombia y Perú, en sus pretensiones territoriales. A fines del siglo XIX la fiebre del caucho, causó la intromisión de peruanos y colombianos al oriente ecuatoriano, aprovechando la ausencia estatal. Muchos colonos vendían indígenas como mano de obra esclava a los caucheros, aprovechando que los jesuitas, los únicos que velaban por los indígenas, habían sido expulsados. El 27 de marzo de 1897, un nuevo ordenamiento territorial estableció la Región de Oriente, dividida en los Territorios de Napo y Zamora. El Territorio de Napo, abarcaba las localidades de Archidona, Tena, Puerto Napo, Misahuallí, Ahuano, Santa Rosa, Suno, Coca, Payamino, Loreto, Concepción, Cotapino, Tiputini, Curaray y Ávila.

### SigloXX

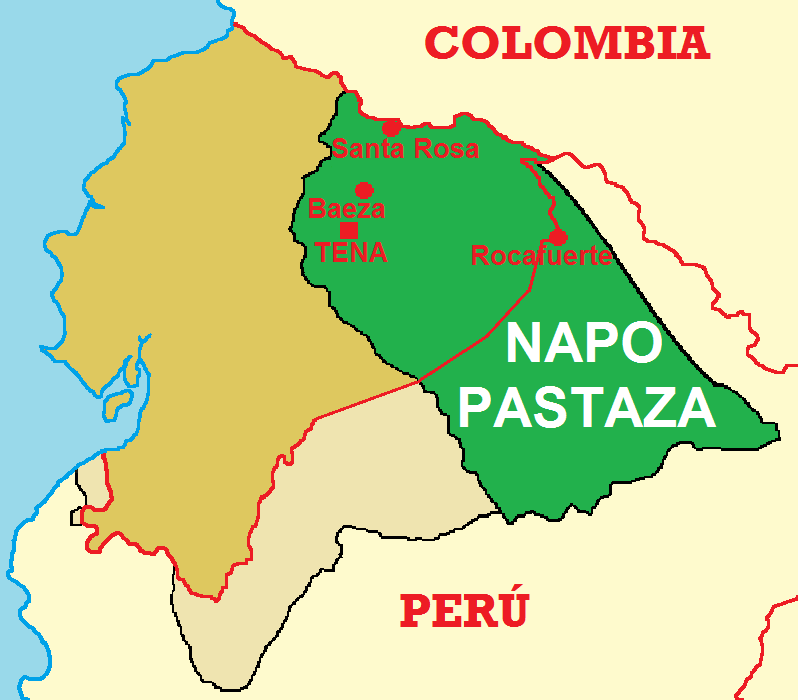
Provincia de Napo Pastaza en 1921.

A la presencia de caucheros peruanos, le siguió la presencia militar peruana, cada vez más arriba por el río Napo, por lo que el gobierno alfarista trató de reforzar la presencia estatal en la región. Es así que se regalaron a militares, grandes áreas de terreno en las localidades de la zona. También permitió el retorno de sacerdotes diocesanos, pero debido a la falta de apoyo, la presencia eclesiástica fue muy limitada, limitándose a Archidona, Puerto Napo y localidades cercanas. En noviembre de 1911, se restableció la Provincia de Oriente, conformada por los cantones de Napo, Curaray, Pastaza, Zamora y Gualaquiza. A su vez, el Cantón Napo estaba integrado por las parroquias de Archidona, Loreto Coca y Aguarico. La capital de Oriente seguía situada en Archidona. En 1921, se divide al Oriente en las provincias de Napo Pastaza y Santiago Zamora. Napo Pastaza estaba conformada por las Jefaturas Políticas de Napo, Sucumbíos y Pastaza. La capital se estableció en Tena, la cual se consolidó desde entonces como la principal localidad de la provincia, en detrimento de Archidona.
Para 1922, el Vicariato apostólico de Napo había sido designado a los Josefinos de Murialdo. La misión josefina, encabezada por el monseñor Emilio Cecco, arribó a Puerto Napo el 30 de agosto. Un mes después, llegan a Tena, estableciendo a dicha localidad como sede definitiva del vicariato. Es así que, con la llegada de los josefinos, inicia una nueva época de desarrollo para la región. En 1924, llegan las Hermanas de Santa Dorotea para reforzar el trabajo de la misión. Los josefinos construyeron escuelas, un dispensario médico y las primeras plantas hidroeléctricas, por lo que, para 1934, Archidona ya contaba con luz eléctrica. En 1936, se completa un camino de herradura de Quito a Tena, pasando por Archidona. En noviembre de 1941, es nombrado obispo de Napo, monseñor Maximiliano Spiller, quien gestionó varias obras para el desarrollo de la provincia. 
Aquel año, el gobierno de José María Velasco Ibarra inauguró la vía Baños-Puyo; a consecuencia de ello, la llegada de nuevos pobladores se hizo cada vez mayor, aumentando considerablemente la demografía de la zona, principalmente con colonos provenientes de las provincias de Tungurahua, Chimborazo y Cotopaxi. Esta migración interna hacia la Provincia de Napo Pastaza fue reforzada tras el terremoto de Ambato de 1949. El 10 de noviembre de 1959, la Ley Especial de Oriente divide a Napo Pastaza en dos provincias. La Provincia de Napo se conforma con los cantones: Napo, Quijos, Sucumbíos y Aguarico. Archidona era una de las parroquias que conformaba el Cantón Napo. En 1963, se concluye la vía Puyo-Napo, por lo que llegan a la provincia cada vez más pobladores, principalmente a Tena y Archidona. En 1969, el Cantón Napo fue renombrado como Tena. En 1966 Spiller inauguró el Hospital Stlader Richter. En 1981, se crea el Cantón Archidona.

## Geografía
Está ubicada sobre el valle del río Misahuallí, a una altitud de 577 m s. n. m., en la Región Amazónica del Ecuador. Se encuentra en el sur de la provincia de Napo, su clima en promedio es de 25 grados centígrados, siendo cálido-húmedo por la presencia de la selva. Su humedad es del 90 a 100 %. El río Misahuallí pasa al oeste de la ciudad.

## Política
Territorialmente, la ciudad de Archidona está organizada en una sola parroquia urbana, mientras que existen 3 parroquias rurales con las que complementa el aérea total del Cantón Archidona. El término "parroquia" es usado en el Ecuador para referirse a territorios dentro de la división administrativa municipal.
La ciudad y el cantón Archidona, al igual que las demás localidades ecuatorianas, se rige por una municipalidad según lo previsto en la Constitución de la República. El Gobierno Autónomo Descentralizado Municipal de Archidona, es una entidad de gobierno seccional que administra el cantón de forma autónoma al gobierno central. La municipalidad está organizada por la separación de poderes de carácter ejecutivo representado por el alcalde, y otro de carácter legislativo conformado por los miembros del concejo cantonal.
La Municipalidad de Archidona, se rige principalmente sobre la base de lo estipulado en los artículos 253 y 264 de la Constitución Política de la República y en la Ley de Régimen Municipal en sus artículos 1 y 16, que establece la autonomía funcional, económica y administrativa de la Entidad.

### Alcaldía

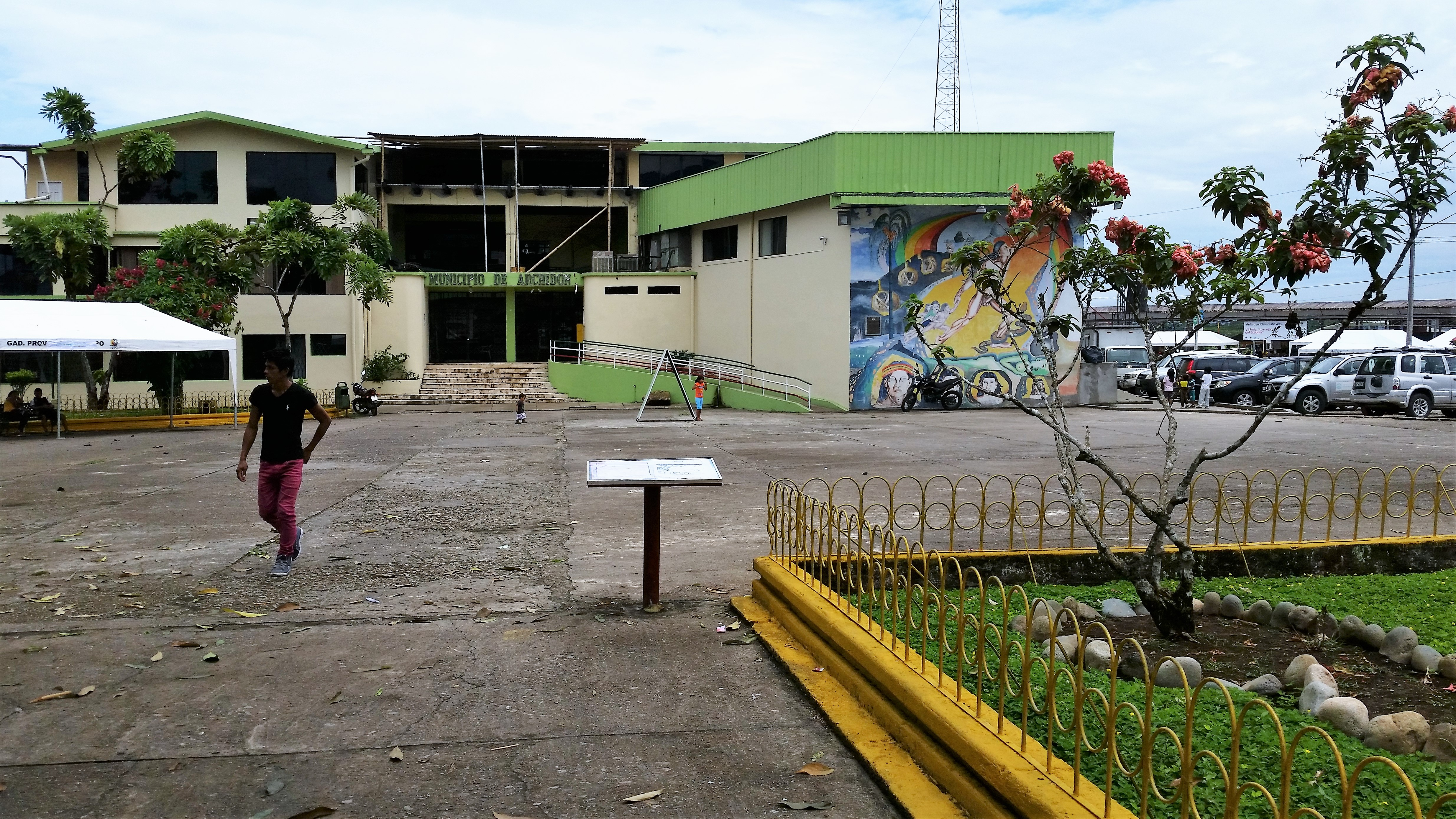
Gobierno Autónomo Descentralizado Municipal de Archidona.

El poder ejecutivo de la ciudad es desempeñado por un ciudadano con título de Alcalde del Cantón Archidona, el cual es elegido por sufragio directo en una sola vuelta electoral, sin fórmulas o binomios en las elecciones municipales. El vicealcalde no es elegido de la misma manera, ya que una vez instalado el Concejo Cantonal se elegirá entre los ediles un encargado para aquel cargo. El alcalde y el vicealcalde duran cuatro años en sus funciones, y en el caso del alcalde, tiene la opción de reelección inmediata o sucesiva. El alcalde es el máximo representante de la municipalidad y tiene voto dirimente en el concejo cantonal, mientras que el vicealcalde realiza las funciones del alcalde de modo suplente mientras no pueda ejercer sus funciones el alcalde titular.
El alcalde cuenta con su propio gabinete de administración municipal mediante múltiples direcciones de nivel de asesoría, de apoyo y operativo. Los encargados de aquellas direcciones municipales son designados por el propio alcalde. Actualmente, la alcaldesa de Archidona es Amada Grefa, elegida para el periodo 2023 - 2027.

### Concejo cantonal
El poder legislativo de la ciudad es ejercido por el Concejo Cantonal de Archidona el cual es un pequeño parlamento unicameral que se constituye al igual que en los demás cantones mediante la disposición del artículo 253 de la Constitución Política Nacional. De acuerdo a lo establecido en la ley, la cantidad de miembros del concejo representa proporcionalmente a la población del cantón.
Archidona posee 5 concejales, los cuales son elegidos mediante sufragio (Sistema D'Hondt) y duran en sus funciones cuatro años pudiendo ser reelegidos indefinidamente. De los cinco ediles, 2 representan a la población urbana mientras que 3 representan a las 3 parroquias rurales. El alcalde y el vicealcalde presiden el concejo en sus sesiones. Al recién instalarse el concejo cantonal por primera vez los miembros eligen de entre ellos un designado para el cargo de vicealcalde de la ciudad.

## Turismo

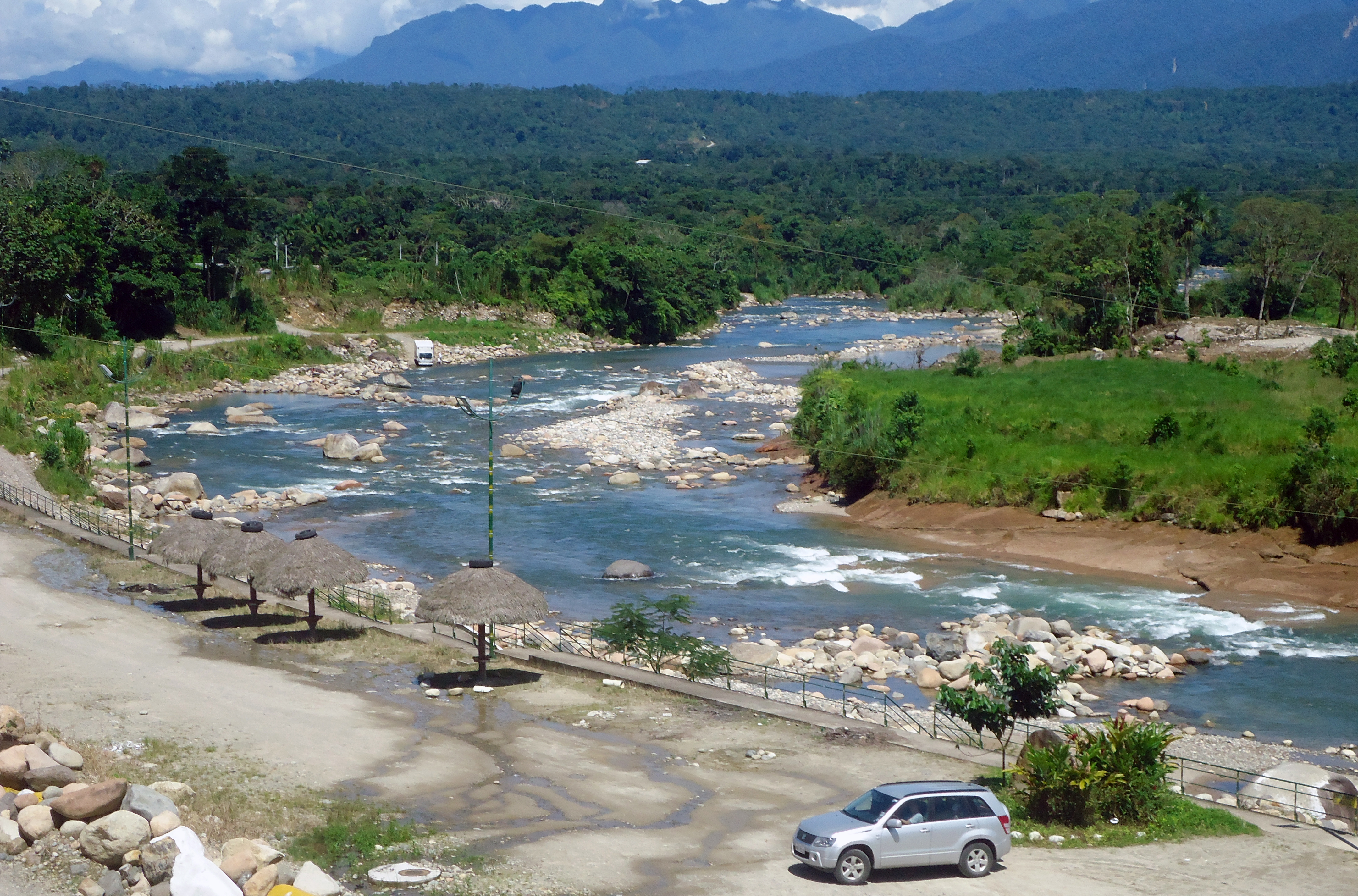
Río Misahuallí en Archidona (Balneario "El Capoa").

El turismo en una de las actividades más importantes de Archidona, por ende, desde los últimos años, se encuentra en constante cambio e innovación. La ciudad se encuentra con una creciente reputación como destino turístico por su privilegiada ubicación en plena selva amazónica, una de las siete maravillas naturales del mundo. A través de los años, Archidona ha incrementado notablemente su oferta turística; actualmente, el índice turístico creció gracias a la campaña turística emprendida por el gobierno nacional, "All you need is Ecuador" y la campaña del gobierno provincial, "Napu Marka". El turismo de la ciudad se enfoca en su belleza natural, interculturalidad, gastronomía, y deportes de aventura. En cuanto al turismo ecológico, la urbe cuenta con espaciosas áreas verdes a su alrededor, y la mayoría de los bosques y atractivos turísticos cercanos están bajo su jurisdicción.
El turismo de la ciudad se relaciona íntimamente con el resto del cantón; el principal atractivo del cantón es la naturaleza, dotada de una alta biodiversidad, en una variedad de ecosistemas que se extienden en una zona con un alto índice de especies endémicas, considerada por científicos ambientales como laboratorio para la investigación genética mundial. 
- Parque Central de Archidona: Cuenta con varios sitios importantes que conforman el Parque Central como es el reloj y el mosaico de información turística que complementa el entorno urbano del Parque, así dos de ellos conducen hacia la Iglesia; y el tercero, llega de manera perpendicular a la calle Cosanga y Quijos.[15]

- Iglesia de Archidona: Su construcción se inició en el año de 1950 por los hermanos de la misión Josefina, siendo su inauguración el 21 de junio de 1954, encontrándose como padre párroco César Bertoglio, quien además realizó el decorado y pintó a fresco la Santa Cena, La anunciación a María por parte de la trinidad, obras que se aprecian en sus paredes. El templo tiene 9 x 36 metros de dimensión más dos capillas laterales de 6 x36 metros el altar fue construido por el padre Otto Rino Zambón, la obra fue dirigida por el hermano Salvador Motzo. Tiene influencia de iglesias italianas, ya que el plano lo realizó el hermano Sante Revesco. Se encuentra ubicada en el centro de la ciudad. Contiene 2 estatuas de San José y una de Santa Marianita, en el altar se encuentra un crucifijo que data de fines del siglo XVIII.[16]

- Las Cavernas Jumandi: A solo dos kilómetros de la ciudad (unos 10 minutos caminando) se encuentra este centro de diversiones con piscinas de agua natural, toboganes y el acceso a estas cuevas bautizadas así en honor al héroe indígena Jumandi que luchó contra los españoles. Aunque la gruta es muy extensa solo se visita una parte. Hermosos y místico lugar en las entrañas de la Amazonía ecuatoriana. Tenemos ciento setenta y seis especies de murciélagos, tres especies de estos se alimentan de sangre, el resto de frutas e insectos,[17] explican los guías del lugar.

## Demografía

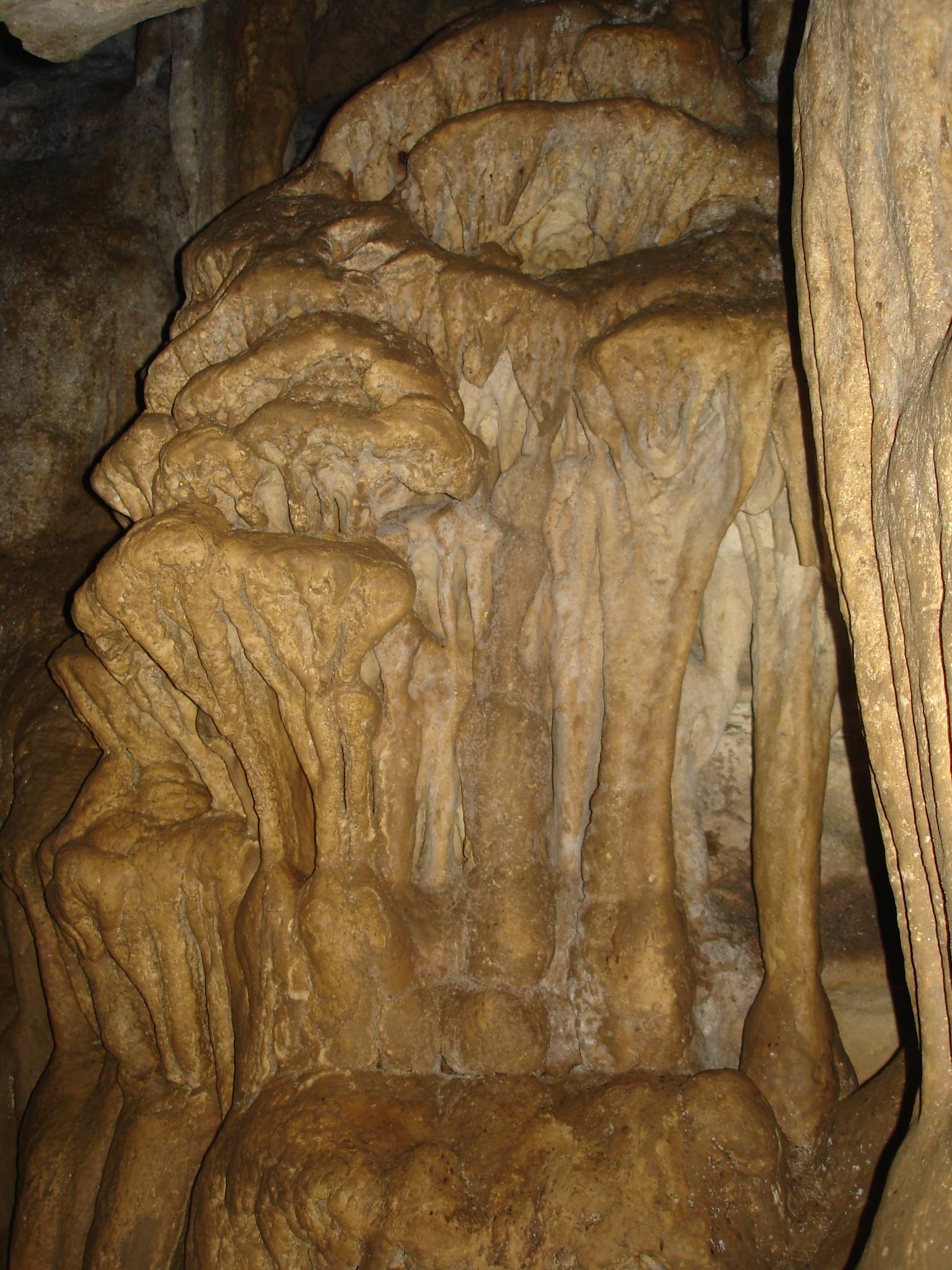
Formación rocosa al interior de las cavernas de Jumandi.

Durante el siglo XIX, fue una de las poblaciones más grandes e importantes de la amazonía ecuatoriana, ya que en 1861, fue declarada capital de la Provincia de Oriente y en 1869, fue elegida como sede para las misiones de los jesuitas. En el siglo XX, perdió su condición de capital, debido a la desaparición de la provincia, y también dejó de ser sede de las misiones jesuitas, por lo que su población decreció significativamente. Durante las siguientes décadas, fue aumentando lentamente su población debido a la llegada de colonos, principalmente de Tungurahua y Chimborazo. 
En 2001 tenía 4205 habitantes y en 2010 la poblacióm llegaba a 5478. La ciudad, al estar a 10 km de la capital provincial, forman un diminuto aglomerado urbano, junto con otras pequeñas poblaciones, llegando a 30 000 habitantes, en su mayoría indígenas, aunque también existe un gran número de mestizos.

## Transporte
La ciudad está conectada con Quito y Tena por carreteras asfaltadas. De Quito vienen buses de varias cooperativas por la ruta Quito - Pifo - Baeza - Archidona - Tena, en diferentes horarios, así también salen buses de Tena rumbo a Quito. La comunicación con Ambato es similar, a diferencia de que los buses solamente llegan hasta Tena, usando la ruta Tena - Puyo - Baños - Ambato. Existen varias carreteras para llegar a los sectores rurales del cantón, siendo la mayoría de los caminos, lastrados, pero en buen estado.
El transporte público es el principal medio transporte de los habitantes de la ciudad y sus alrededores. La urbe posee un servicio de bus público en expansión, y es una de las pocas ciudades amazónicas que cuenta con uno. El sistema de bus no es amplio y está conformado por la empresa de transporte "Expreso Napo". La tarifa del sistema de bus va desde 0,30 USD, con descuento del 50% a grupos prioritarios (menores de edad, adultos mayores, discapacitados, entre otros). 
Gran parte de las calles de la ciudad están asfaltadas o adoquinadas, aunque algunas están desgastadas y el resto de calles son lastradas, principalmente en los barrios nuevos que se expanden en la periferia de la urbe.

### Avenidas importantes
- Napo
- Circunvalación

## Educación
La ciudad cuenta con buena infraestructura para la educación, tanto pública como privada. La educación pública en la ciudad, al igual que en el resto del país, es gratuita hasta la universidad (tercer nivel) de acuerdo a lo estipulado en el artículo 348 y ratificado en los artículos 356 y 357 de la Constitución Nacional. Algunos de los centros educativos de la ciudad cuentan con cierto prestigio. La ciudad está dentro del régimen Sierra por lo que sus clases inician los primeros días de septiembre y luego de 200 días de clases se terminan en el mes de julio.

## Economía
Archidona es una ciudad de amplia actividad comercial. La ciudad es el segundo centro económico y comercial de la Provincia de Napo. Alberga grandes organismos financieros y comerciales del país. Su economía se basa en la agricultura, el comercio, la ganadería, la industria y la pesca. Las mayores industrias extracción de la ciudad están conformadas por la maderera y agrícola (piscicultura, avicultura, etc.) Los principales ingresos de los archidonenses son el comercio formal e informal, los negocios, la agricultura y la acuicultura; el comercio de la gran mayoría de la población consta de pymes y microempresas, sumándose de forma importante la economía informal que da ocupación a miles de personas.
La actividad comercial y los beneficios que brindan se ven también a nivel corporativo, las oportunidades del sector privado al desarrollar modelos de negocios que generen valor económico, ambiental y social, están reflejadas en el desarrollo de nuevas estructuras, la inversión privada ha formado parte en el proceso del crecimiento de la ciudad, los proyectos inmobiliarios y oficinas, han ido en aumento, convirtiendo a la ciudad en un punto estratégico y atractivo para hacer negocios en la amazonía.

## Medios de comunicación
La ciudad posee una red de comunicación en continuo desarrollo y modernización. En la ciudad se dispone de varios medios de comunicación como prensa escrita, radio, televisión, telefonía, Internet y mensajería postal. En algunas comunidades rurales existen telefonía e Internet satelitales.
- Telefonía: Si bien la telefonía fija se mantiene aún con un crecimiento periódico, esta ha sido desplazada muy notablemente por la telefonía celular, tanto por la enorme cobertura que ofrece y la fácil accesibilidad. Existen 3 operadoras de telefonía fija, CNT (pública), TVCABLE y Claro (privadas) y cuatro operadoras de telefonía celular, Movistar, Claro y Tuenti (privadas) y CNT (pública).

- Radio: En la localidad existe una gran cantidad de sistemas radiales de transmisión nacional y local, e incluso de provincias vecinas.

- Medios televisivos: La mayoría de canales son nacionales, aunque se ha incluido canales locales recientemente. El apagón analógico se estableció para el 31 de diciembre de 2023.[19]

## Deporte
La Liga Deportiva Cantonal de Archidona es el organismo rector del deporte en todo el Cantón Archidona y por ende en la urbe se ejerce su autoridad de control. El deporte más popular en la ciudad, al igual que en todo el país, es el fútbol, siendo el deporte con mayor convocatoria. Actualmente, no existe ningún club archidonense activo en el fútbol profesional ecuatoriano. Al ser una localidad pequeña en la época de las fundaciones de los grandes equipos del país, Archidona carece de un equipo simbólico de la ciudad.
El principal recinto deportivo para la práctica del fútbol es el Estadio Aurelio Espinoza. Fue inaugurado en 2006, y es usado mayoritariamente para la práctica del fútbol y tiene capacidad para 3000 espectadores. El estadio es sede de distintos eventos deportivos a nivel local, así como es escenario para varios eventos de tipo cultural, especialmente conciertos musicales.